# Nishi-Nippon Railroad

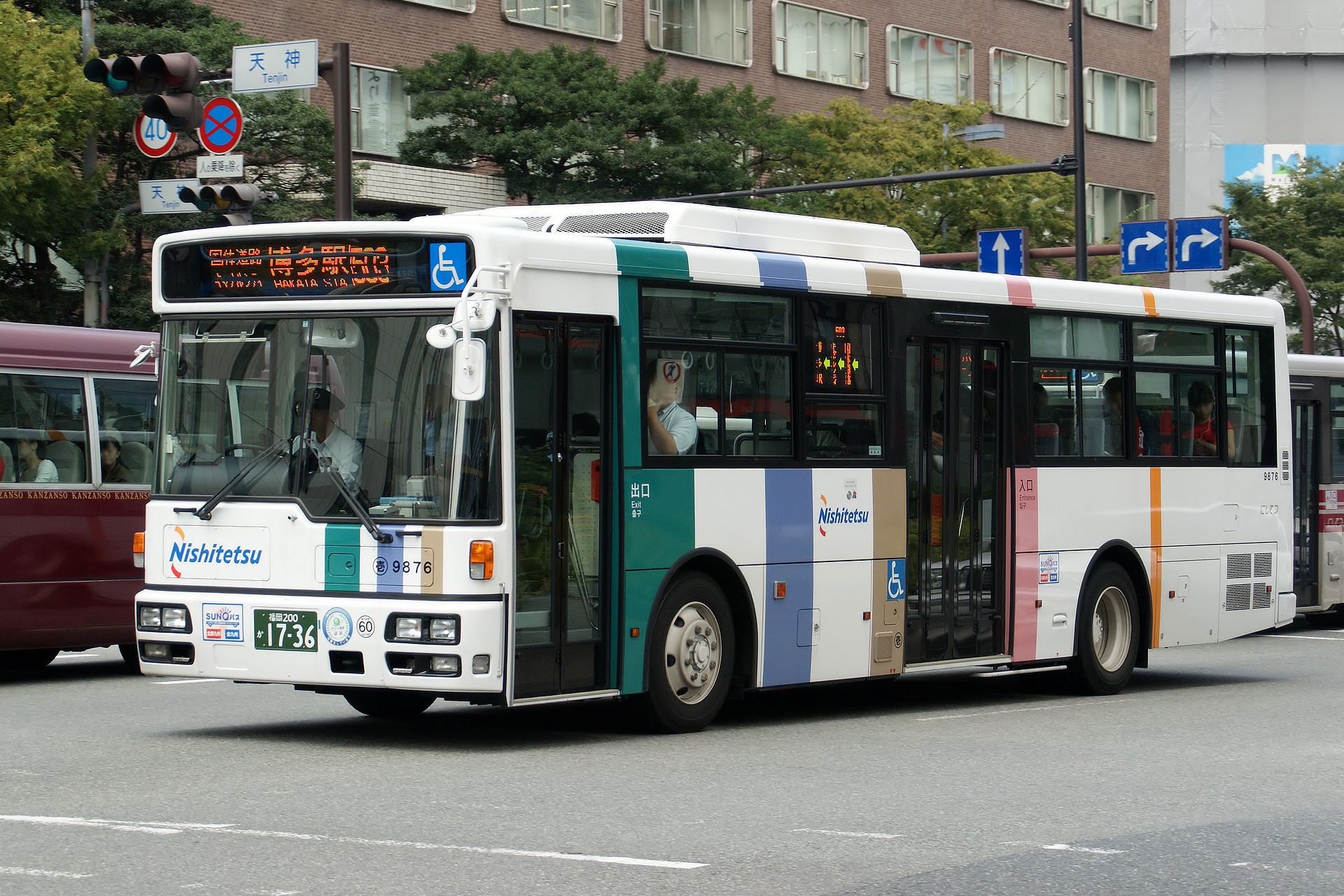
Helyközi Nishitetsu-buszjárat

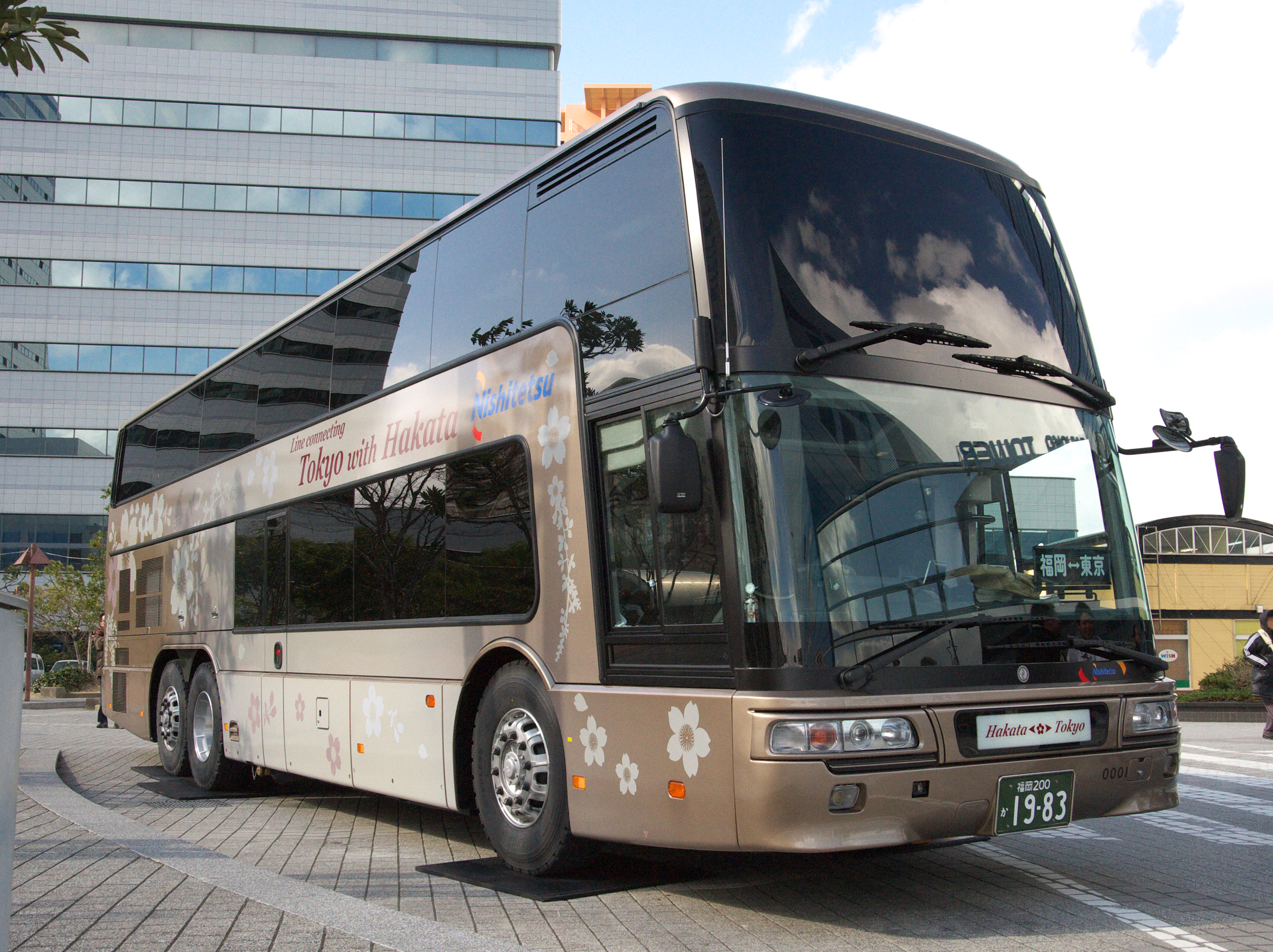
Távolsági Nishitetsu-buszjárat

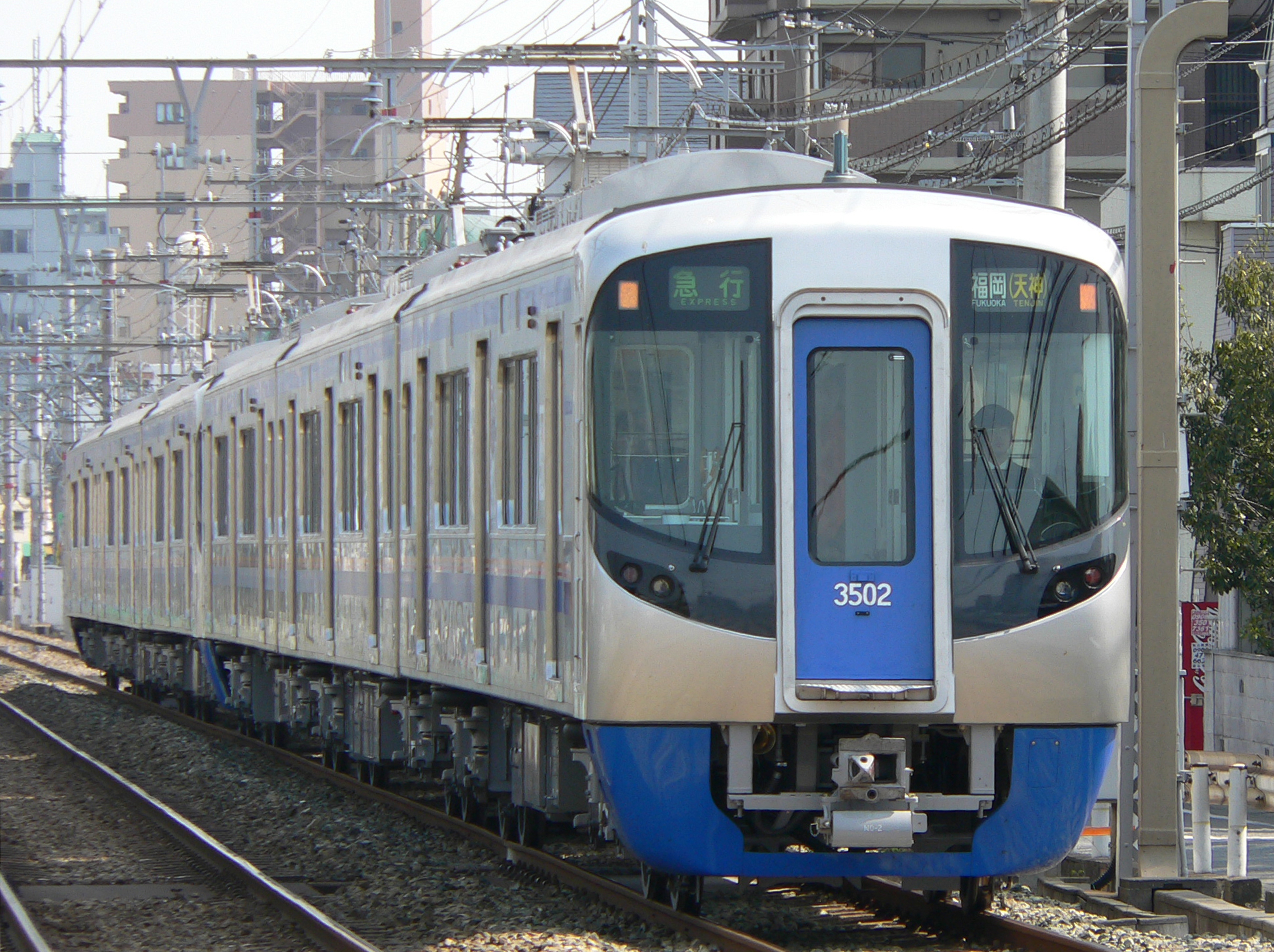
Nishitetsu-vonatjárat

A Nishi-Nippon Railroad Co., Ltd. (西日本鉄道株式会社; Hepburn: Nishinippon Tetsudō Kabushiki-gaisha), más néven Nishitetsu (西鉄) vagy NNR japán magán vasúti társaság. A fukuokai székhelyű vállalat helyközi-távolsági buszjáratokat, szupermarketeket, ingatlan- és utazási irodákat, illetve Fukuoka prefektúrában vonatjáratokat is üzemeltet.
Ezek mellett 1943-ban a cég tulajdonában volt a Nishitetsu-baseballcsapat, a Japanese Baseball League egyik csapata. 1950 és 1972 között a vállalaté volt a Lions (1950-ben Clippers) a Pacific League egyik baseballcsapata.
A cég 2008 májusában bevezette a nimoca okoskártya jegyrendszert.

## Vonalai
A Nishi-Nippon Railroad négy vasútvonalat üzemeltet, a Tendzsin Ómuta-, a Dazaifu- és az Amagi-vonalak 1435 mm-esek (normál nyomtávolság), míg a Kaizuka-vonal elszigetelt 1067 mm-es (3 láb 6 hüvelyk) keskeny nyomtávú vonal.
- Tendzsin Ómuta-vonal — a csúó-kui Nishitetsu Fukuoka (Tendzsin) állomást köti össze az ómutai Ómuta állomással (74,8 km)
- Dazaifu-vonal — a csikusinói Nishitetsu Fucukaicsi állomást köti össze a dazaifui Dazaifu állomással (2,4 km)
- Amagi-vonal — a kurumei Mijanodzsin állomást köti össze az amagi Amagi állomással Tacsiarain keresztül (17,9 km)
- Kaizuka-vonal — a higasi Kaizuka állomást köti össze a singúi Nishitetsu Singú állomással (11,0 km)

A helyi buszjárataik Kitakjúsúra is kiterjednek és a prefektúra számos más településeit is kiszolgálják. Távolsági járataik Kjúsú többi prefektúrájába, illetve a Kanmon-szoroson át Oszaka, Nagoja és Sindzsuku városába indulnak.

## Ingatlan-beruházás
2015-ben a Nishitetsu a Hankyu Hanshin Holdingsszal és egy vietnámi ingatlanvállalattal közös céget alapított, hogy társasházakat építsenek Vietnámban, kezdetben Ho Si Minh-városban.